# Janice Tjen
Janice Tjen (* 6. Mai 2002 in Jakarta) ist eine indonesische Tennisspielerin.

## Karriere
Tjen spielt vorrangig auf dem ITF Women’s Circuit, wo sie bislang 13 Titel im Einzel und sechs Titel im Doppel gewinnen konnte.
Bei den Asienspielen 2022 erreichte sie im Dameneinzel das Achtelfinale und im Damendoppel zusammen mit Partnerin Aldila Sutjiadi das Halbfinale.
Seit 2021 wurde Tjen bislang dreimal für die Indonesische Fed-Cup-Mannschaft nominiert. In den drei Begegnungen konnte sie von vier Matches, davon zwei Einzel und zwei Doppel die zwei Doppel gewinnen.

### College Tennis
2020 bis 2021 startete Tjen für das Damentennisteam der Ducks der University of Oregon und ab 2021 bis 2024 für die Mannschaft der Waves der Pepperdine University.

## Turniersiege

### Einzel
| Nr. | Datum             | Turnier          | Kategorie | Belag             | Finalgegnerinnen    | Ergebnis      |
| --- | ----------------- | ---------------- | --------- | ----------------- | ------------------- | ------------- |
| 1.  | 9. Juni 2024      | Monastir         | ITF W15   | Hartplatz         | Patricija Paukštytė | 6:1, 7:61     |
| 2.  | 16. Juni 2024     | Monastir         | ITF W15   | Hartplatz         | Hanna Kubarawa      | 6:2, 6:3      |
| 3.  | 23. Juni 2024     | Monastir         | ITF W15   | Hartplatz         | Marine Szostak      | 6:1, 6:0      |
| 4.  | 25. August 2024   | Wanfercée-Baulet | ITF W15   | Sand              | Marie Weckerle      | 6:2, 6:2      |
| 5.  | 1. Dezember 2024  | Antalya          | ITF W15   | Sand              | Nadia Lagaev        | 6:1, 6:2      |
| 6.  | 15. Dezember 2024 | Wellington       | ITF W15   | Hartplatz         | Shiho Akita         | 6:4, 6:4      |
| 7.  | 22. Dezember 2024 | Tauranga         | ITF W35   | Hartplatz         | Hiromi Abe          | 6:2, 6:1      |
| 8.  | 11. Mai 2025      | Goyang           | ITF W35   | Hartplatz         | Zhu Lin             | 6:4, 6:1      |
| 9.  | 25. Mai 2025      | Andong           | ITF W35   | Hartplatz         | Ma Yexin            | 6:4, 6:2      |
| 10. | 8. Juni 2025      | Ma’anshan        | ITF W15   | Hartplatz (Halle) | Kira Pawlowa        | 6:4, 6:1      |
| 11. | 15. Juni 2025     | Luzhou           | ITF W35   | Hartplatz         | Liu Fangzhou        | 6:0, 6:4      |
| 12. | 22. Juni 2025     | Taizhou          | ITF W50   | Hartplatz         | Yang Yidi           | 7:5, 6:3      |
| 13. | 29. Juni 2025     | Taipeh           | ITF W35   | Hartplatz         | Momoko Kobori       | 4:6, 6:1, 6:2 |

### Doppel
| Nr. | Datum             | Turnier  | Kategorie | Belag     | Partnerin        | Finalgegnerinnen                 | Ergebnis         |
| --- | ----------------- | -------- | --------- | --------- | ---------------- | -------------------------------- | ---------------- |
| 1.  | 8. Juni 2024      | Monastir | ITF W15   | Hartplatz | Leena Bennetto   | Patricija Paukštytė Alica Rusová | 6:4, 6:1         |
| 2.  | 30. November 2024 | Antalya  | ITF W15   | Hartplatz | Madeleine Jessup | Stefania Bojica Briana Szabó     | 7:5, 4:6, [11:9] |
| 3.  | 3. Mai 2025       | Goyang   | ITF W35   | Hartplatz | Saki Imamura     | Kim Na-ri Punnin Kovapitukted    | 4:6, 6:0, [10:5] |
| 4.  | 14. Juni 2025     | Luzhou   | ITF W35   | Hartplatz | Priska Nugroho   | Saki Imamura Ikumi Yamazaki      | 6:4, 6:3         |
| 5.  | 21. Juni 2025     | Taizhou  | ITF W50   | Hartplatz | Priska Nugroho   | Huang Yujia Zheng Wushuang       | 6:3, 6:4         |
| 6.  | 28. Juni 2025     | Taipeh   | ITF W35   | Hartplatz | Park So-hyun     | Li Yu-yun Eri Shimizu            | 6:1, 7:5         |